# Andrea Gaudenzi
Andrea Gaudenzi (Faenza, 30 luglio 1973) è un dirigente sportivo ed ex tennista italiano, presidente dell'ATP dal 1º gennaio 2020.
È stato uno specialista della terra rossa, superficie su cui in singolare ha conquistato i suoi tre titoli ATP sulle nove finali disputate.
È stato il quinto tennista italiano su un totale di 13 a essere entrato tra i primi 20 giocatori del mondo dall'introduzione della classifica computerizzata. Con il 18º posto del febbraio 1995 vanta la decima migliore classifica ATP raggiunta da un tennista italiano, a pari merito con Omar Camporese e Andreas Seppi, ed è stato numero uno d'Italia per 214 settimane.
Nel 1994 raggiunge il suo miglior risultato nei tornei dello Slam con gli ottavi di finale al Roland Garros.
Nel 1998 portò la nazionale italiana in finale di Coppa Davis contro la Svezia, perdendo da Magnus Norman in un incontro in cui si dovette ritirare per un infortunio, sul punteggio di 6-6 al quinto set, dopo più di cinque ore di gioco.
È stato numero uno del mondo juniores nel 1990, anno in cui vinse il titolo di categoria al Roland Garros e agli US Open.

## Carriera
Cominciò a giocare a tennis all'età di 4 anni sulla terra rossa e passò al professionismo nel 1990.
Il 4 ottobre del 1993, grazie alla posizione numero 67 nel ranking ATP, diventò per la prima volta il nuovo numero uno italiano scavalcando Renzo Furlan. Il 24 luglio del 1994, sul rosso del torneo ATP 500 di Stoccarda, raggiunse la prima delle sue nove finali ATP, battendo nei quarti di finale Michael Stich, testa di serie n. 1 del tabellone e n. 3 del ranking. In finale fu sconfitto da Alberto Berasategui col punteggio di 7-5 6-3 7-6(5).
Sette mesi più tardi, sul cemento di Dubai approdò nuovamente in finale, dopo aver superato al primo turno Goran Ivanisevic, testa di serie n. 2 e quinto giocatore del mondo. A impedirgli di alzare il trofeo fu Wayne Ferreira, che si impose con un doppio 6-3.
Il 27 febbraio 1995 raggiunse la sua miglior classifica ATP, al n. 18 del mondo, riuscendo poi a restare a ridosso della top 20 per circa due stagioni e mezzo.
Il 13 agosto del 1995 fu la data della sua terza finale in carriera. Sulla terra rossa di San Marino fu sconfitto dal suo compagno d'allenamento Thomas Muster, testa di serie n. 1 e terzo giocatore della classifica mondiale, che gli concesse appena due giochi (6-2, 6-0).
Il 14 aprile del 1996, nella finale di Estoril, il suo giustiziere sarà ancora Muster, diventato nel frattempo leader del ranking mondiale, col punteggio di 7-6(4), 6-4. Per Gaudenzi era la quarta sconfitta su altrettante finali disputate.
Nel 1996 disputò le Olimpiadi di Atlanta, dove fu sconfitto negli ottavi di finale da Andre Agassi (futuro vincitore della medaglia d'oro) per 2-6, 6-4, 6-2. 
Il 28 settembre del 1997 dovette arrendersi per la quinta volta nell'atto conclusivo di un torneo, stavolta sulla terra rossa di Bucarest. A negargli il primo titolo ATP fu Richard Fromberg, che lo sconfisse per 6-1, 7-6.
Il 29 marzo del 1998 arrivò finalmente l'agognato primo titolo ATP. Sulla terra rossa di Casablanca, superò Alex Calatrava, col punteggio di 6-4, 5-7, 6-4.
Il 23 luglio del 1998, sulla terra rossa di Kitzbühel, Gaudenzi fu sconfitto in finale, in cinque set, 6-2, 1-6, 6-2, 3-6, 6-1, da Albert Costa.
Quasi tre anni dopo, il 27 maggio del 2001, sul rosso di Sankt Pölten, entrato in tabellone grazie a una wild-card, conquistò il suo secondo titolo ATP in carriera, battendo in finale Markus Hipfl col punteggio di 6-0, 7-5.
Dopo quasi due mesi di assenza dal circuito maggiore, sulla terra rossa di Båstad si aggiudicò il suo terzo e ultimo torneo ATP in carriera, diventando il quinto tennista italiano ad aver vinto tre titoli in era Open, e il secondo ad averne vinti due consecutivamente. Il 15 luglio 2001, nella sua nona e ultima finale trionfò in due set su Bohdan Ulihrach col punteggio di 7-5, 6-3.
Nel successivo torneo di Stoccarda, superando al primo turno il qualificato Gabriel Trifu, portò a 11 la sua serie di incontri ATP vinti consecutivamente. A interromperla fu, al secondo turno, il russo Yevgeny Kafelnikov, n. 6 del mondo, contro il quale dovette ritirarsi per un infortunio subito durante il tie-break del secondo set.
Nel primo turno dell'edizione 2002 del Roland Garros, superò in quattro set Pete Sampras, nell'unica sconfitta mai subita dal fuoriclasse statunitense nelle sue 19 sfide in carriera contro un tennista italiano.
Sotto la guida di Ronnie Leitgeb, riuscì a conseguire importanti risultati anche al torneo di Monte Carlo, dove giunse in semifinale, e agli Internazionali d'Italia, dove approdò in due occasioni ai quarti. Al Roland Garros, raggiunse gli ottavi di finale (cedendo a Goran Ivanišević), mentre agli US Open del 1994 si fermò al terzo turno dopo aver sconfitto Jim Courier, n° 11 del mondo, al secondo.
In Coppa Davis fu uno dei protagonisti della finale raggiunta dall'Italia contro la Svezia nel 1998 a Milano (poi persa per 4-1). Nell'incontro della prima giornata contro Magnus Norman, fu messo al tappeto, non dal suo avversario, ma da un infortunio al tendine della spalla, che si ruppe di netto durante l'esecuzione di un servizio (spalla a cui aveva subito un intervento a settembre dello stesso anno), costringendolo a ritirarsi sul 6-6 al quinto set dopo una partita durata cinque ore.
Si ritirò dall'attività agonistica nel 2003 dopo alcuni infortuni.
Dal gennaio 2020 è il nuovo presidente dell'ATP.

## Vita privata
Dopo il ritiro, Gaudenzi si è laureato in giurisprudenza a Bologna. Attualmente vive a Londra. Ha tre figli maschi, che giocano a tennis.

## Statistiche

### Singolare

#### Vittorie (3)
| Legenda                                                     |
| ATP Championship Series / ATP International Series Gold (0) |
| ATP World Series / ATP International Series (3)             |

| N. | Data           | Torneo                                             | Superficie  | Avversario della finale | Risultato   |
| -- | -------------- | -------------------------------------------------- | ----------- | ----------------------- | ----------- |
| 1. | 29 marzo 1998  | Grand Prix Hassan II, Casablanca                   | Terra rossa | Álex Calatrava          | 6-4 5-7 6-4 |
| 2. | 27 maggio 2001 | Internationaler Raiffeisen Grand Prix, St. Poelten | Terra rossa | Markus Hipfl            | 6-0 7-5     |
| 3. | 15 luglio 2001 | Swedish Open, Båstad                               | Terra rossa | Bohdan Ulihrach         | 7-5 6-3     |

#### Sconfitte (6)
| Legenda                                                     |
| ATP Championship Series / ATP International Series Gold (1) |
| ATP World Series / ATP International Series (5)             |

| N. | Data              | Torneo                            | Superficie  | Avversario della finale | Risultato               |
| -- | ----------------- | --------------------------------- | ----------- | ----------------------- | ----------------------- |
| 1. | 18 luglio 1994    | Mercedes Cup, Stoccarda           | Terra rossa | Alberto Berasategui     | 5-7, 3-6, 6(5)-7        |
| 2. | 6 febbraio 1995   | Dubai Tennis Championships, Dubai | Cemento     | Wayne Ferreira          | 3-6, 3-6                |
| 3. | 7 agosto 1995     | San Marino CEPU Open, San Marino  | Terra rossa | Thomas Muster           | 2-6, 0-6                |
| 4. | 8 aprile 1996     | Portugal Open, Estoril            | Terra rossa | Thomas Muster           | 6(4)-7, 4-6             |
| 5. | 22 settembre 1997 | Romanian Open, Bucarest           | Terra rossa | Richard Fromberg        | 1-6, 6(2)-7             |
| 6. | 27 luglio 1998    | Austrian Open, Kitzbühel          | Terra rossa | Albert Costa            | 2-6, 6-1, 2-6, 6-3, 1-6 |

### Doppio

#### Vittorie (2)
- 1996: Milano (con Goran Ivanišević)
- 1998: Casablanca (con Diego Nargiso)

### Sconfitte (4)
- 1995: Barcellona (con Goran Ivanišević)
- 1997: Estoril (con Filippo Messori)
- 2000: St. Poelten (con Diego Nargiso)
- 2000: Båstad (con Diego Nargiso)